# Colobochyla strandi
Colobochyla strandi là một loài bướm đêm trong họ Erebidae.